# Équipe des Pays-Bas des moins de 17 ans de football
Maillots
L'équipe des Pays-Bas de football des moins de 17 ans est constituée par une sélection des meilleurs joueurs néerlandais de moins de 17 ans sous l'égide de la Fédération des Pays-Bas de football. L'équipe a remporté quatre fois le championnat d'Europe des moins de 17 ans, en 2011, 2012, 2018 et 2019.

## Parcours

### Parcours en Championnat d'Europe
| - 1982 : Non qualifiés - 1984 : Quarts-de-finale - 1985 : Non qualifiés - 1986 : Non qualifiés - 1987 : Non qualifiés - 1988 : Non qualifiés - 1989 : 1er tour - 1990 : Non qualifiés - 1991 : Non qualifiés - 1992 : 1er tour - 1993 : Non qualifiés - 1994 : Non qualifiés |  | - 1995 : Non qualifiés - 1996 : Non qualifiés - 1997 : Non qualifiés - 1998 : Non qualifiés - 1999 : Non qualifiés - 2000 : Troisième - 2001 : 1er tour - 2002 : 1er tour - 2003 : Non qualifiés - 2004 : Non qualifiés - 2005 : Finaliste - 2006 : Non qualifiés |  | - 2007 : 6e - 2008 : Demi-finaliste - 2009 : Finaliste - 2010 : Non qualifiés - 2011 : Vainqueur - 2012 : Vainqueur - 2013 : Non qualifiés - 2014 : Finaliste - 2015 : 1er tour - 2016 : Demi-finaliste - 2017 : Quart-de-finaliste - 2018 : Vainqueur |  | - 2019 : Vainqueur - 2020 - 2021 : Editions annulées - 2022 : Finaliste - 2023 : 1er tour - 2024 : Non qualifiés - 2025 : Non qualifiés |

### Parcours en Coupe du monde
| - 1985 : Non qualifiés - 1987 : Non qualifiés - 1989 : Non qualifiés - 1991 : Non qualifiés - 1993 : Non qualifiés - 1995 : Non qualifiés - 1997 : Non qualifiés - 1999 : Non qualifiés - 2001 : Non qualifiés - 2003 : Non qualifiés - 2005 : Troisième |  | - 2007 : Non qualifiés - 2009 : 1er tour - 2011 : 1er tour - 2013 : Non qualifiés - 2015 : Non qualifiés - 2017 : Non qualifiés - 2019 : 4e - 2023 : Non qualifiés - 2025 : Non qualifiés |

## Effectif en 2022
La liste finale des joueurs de l'équipe des Pays-Bas des moins de 17 ans retenus pour le Championnat d'Europe de football des moins de 17 ans 2022.
Gardiens
- Bernt Klaverboer
- Tristan Kuijsten
- Jasper Meijster

Défenseurs
- Oualid Agougil
- Thijmen Blokzijl
- Rainey Breinburg
- Alvaro Henry
- Dean Huijsen
- Bram Rovers

Milieux
- Isaac Babadi
- Ezechiel Banzuzi
- Mike Kleijn
- Antoni Milambo
- Gabriel Misehouy
- Ilias Splinter
- Silvano Vos
- Tim van den Heuvel

Attaquants
- Yoram Boerhout
- Fabiano Rust
- Jaden Slory
- Jason van Duiven

## Anciens joueurs
- Tim Krul
- Vurnon Anita
- Jeffrey Sarpong
- Dirk Marcellis
- Niels Vorthoren
- Luc Castaignos
- Arjen Robben
- Oussama Idrissi
- Wesley Sneijder
- Theo Janssen
- Matthijs de Ligt

## Palmarès
- Coupe du monde des moins de 17 ans
  - Troisième : 2005

- Championnat d'Europe des moins de 17 ans (4)
  - Vainqueur : 2011, 2012, 2018 et 2019
  - Finaliste : 2005 et 2009

- Tournoi de Montaigu
  - Finaliste : 1997

- Tournoi du Val de Marne (2)
  - Vainqueur : 2008 et 2009